# Starosta generalny
Starosta generalny (również generał-starosta) – urzędnik królewski z władzą sądową w I Rzeczypospolitej.
Po wprowadzeniu urzędu starosty we wszystkich ziemiach koronnych, niektórym starostom powierzono władzę nad kilkoma powiatami, nazywając ich generalnymi.
W Wielkopolsce był tylko jeden starosta generalny dla całej prowincji. Istnieli też generałowie: ruski, ziem podolskich (starosta kamieniecki) oraz małopolski (obejmujący tylko województwo krakowskie).
Starosta generalny Księstwa Żmudzkiego był równy wojewodom i jako jedyny starosta wchodził do senatu.
W czasach Rzeczypospolitej Szlacheckiej urząd starosty generalnego był już uważany za średniowieczny relikt i był urzędem czysto honorowym. Jedynie starosta generalny wielkopolski posiadał realną władzę nominacyjną w podległych mu starostwach grodzkich i przygródkach. Miał też znaczny wpływ na obiór władz miejskich w miastach królewskich, włącznie ze stołecznym Poznaniem, w którym wybierał magistrat z grona przedstawionych mu kandydatów. Posiadał też obowiązki związane z obroną prowincji, podobnie zresztą jak starosta generalny ziem podolskich, który był zobowiązany strzec pogranicza.
Zastępców starosty generalnego nazywano z łac. surrogatorami.